# Susilo Wonowidjojo
Susilo Wonowidjojo (* in  Kediri, Java) ist ein indonesischer Unternehmer.

## Leben
Sein Vater war der Unternehmer Surya Wonowidjojo und seine Familie ist chinesischer Herkunft. Wonowidjojo leitet gemeinsam mit Geschwistern den indonesischen Tabakwarenhersteller Gudang Garam. Nach Angaben des US-amerikanischen Forbes Magazine gehört Wonowidjojo zu den reichsten Indonesiern.